# タンバリン (お笑いコンビ)
タンバリンは、かつてSMA NEET Projectで活動していたお笑いコンビ。2005年1月結成。2010年12月末解散。

## メンバー
- 大橋 央旺（おおはし あきら、1974年8月15日 - ）

ボケ担当。本名:大橋彰。
埼玉県秩父市生まれ。
身長170cm、体重59kg。
血液型はA型。
解散後はピン芸人「アキラ100%」として活動。R-1ぐらんぷり2017で、優勝を果たす。
- 新田 裕樹（にった ひろき、1973年2月26日 - ）

ツッコミ担当。埼玉県所沢市生まれ。
身長171cm、体重56kg。
血液型はA型。

## 概要
- 2005年に大学時代の同級生だった大橋と新田がコンビを結成。コンビ名の由来は、カラオケボックスでネタ合わせをしていた時に、たまたま部屋にタンバリンが置いてあったことに由来する[1]。
- 2010年12月に解散。
- 2017年5月7日、所属事務所のライブで一夜限りの復活を果たす[1][2]。

## 芸風
主にコント。大橋がチアリーダーミリンダに扮して色々な事を応援するネタや、子供に扮し子供らしからぬ事を言うネタなどがあった。また、大橋が全裸で演じるネタもこの時からやっており、これはオチが決まらなかったことで悩んでいた後、脱ぐことに決めたとのこと（「喫茶ナチュラル」のコントで「お前が“ナチュラル”かい!」というオチなど）。これが現在のアキラ100%の全裸ネタ「丸腰刑事」「絶対見せないdeSHOW」につながっていく。

## 主な出演番組
- 爆笑オンエアバトル（NHK総合テレビ）戦績0勝1敗 最高201KB
- 爆笑トライアウト（NHK総合、2009年9月4日）
  - 会場審査は8位（273TP）、視聴者投票は8位（314票）。
- エンタの神様（日本テレビ、2009年8月8日）キャッチコピーは「おませなワル楽器」
- お笑い図鑑 ハマヌキ（tvk）
- イツザイ（tx）
- 爆笑レッドシアター（フジテレビ、2010年1月13日）「ホワイトシアター」のコーナー